# 라 파시온 데 이사벨라
《라 파시온 데 이사벨라》(스페인어: La pasión de Isabela)은 1984년 방영된 멕시코의 텔레노벨라이다.